# Liste der Biografien/Rota
Liste der Biografien |
Portal Biografien |
Personensuche
# |
A |
B |
C |
D |
E |
F |
G |
H |
I |
J |
K |
L |
M |
N |
O |
P |
Q |
R |
S |
T |
U |
V |
W |
X |
Y |
Z |
?
 
Ra |
Rb |
Rd |
Re |
Rh |
Ri |
Rj |
Rk |
Rl |
Rm |
Rn |
Ro |
Rr |
Rs |
Rt |
Ru |
Rv |
Rw |
Rx |
Ry |
Rz
 
Roa |
Rob |
Roc |
Rod |
Roe |
Rof |
Rog |
Roh |
Roi |
Roj |
Rok |
Rol |
Rom |
Ron |
Roo |
Rop |
Roq |
Ror |
Ros |
Rot |
Rou |
Rov |
Row |
Rox |
Roy |
Roz 
 
Rota |
Rotb |
Rotc |
Rote |
Rotf |
Rotg |
Roth |
Roti |
Rotk |
Rotl |
Rotm |
Roto |
Rotp |
Rotr |
Rots |
Rott |
Rotu |
Rotw |
Roty |
Rotz 
Die Liste der Biografien führt alle Personen auf, die in der deutschsprachigen Wikipedia einen Artikel haben. Dieses ist eine Teilliste mit 43 Einträgen von Personen, deren Namen mit den Buchstaben „Rota“ beginnt.

## Rota
- Rota, Alfredo (* 1975), italienischer Degenfechter
- Rota, Anthony (* 1961), kanadischer Politiker
- Rota, Attilio (* 1945), italienischer Radrennfahrer
- Rota, Carlo (* 1961), britisch-kanadischer Schauspieler und Koch
- Rota, Cristina (* 1945), argentinische Schauspielerin und Regisseurin
- Rota, Darcy (* 1953), kanadischer Eishockeyspieler, trainer und -funktionär
- Rota, Franco (* 1955), Journalist, Kommunikationswissenschaftler und Hochschullehrer
- Rota, Fulvia, Schweizer Fachärztin für Psychiatrie und Psychotherapie
- Rota, Gian-Carlo (1932–1999), italienisch-amerikanischer Mathematiker
- Rota, Giordano (* 1970), italienischer Benediktiner, Abt der Abtei Pontida und letzter Abtpräses der Cassinensischen Kongregation
- Rota, Italo (1953–2024), italienischer Architekt und Designer
- Rota, Lorenzo (* 1995), italienischer Radrennfahrer
- Rota, Marco (* 1942), italienischer Zeichner von Disney-Comics
- Rota, Nino (1911–1979), italienischer KomponistNino Rota (1911–1979)

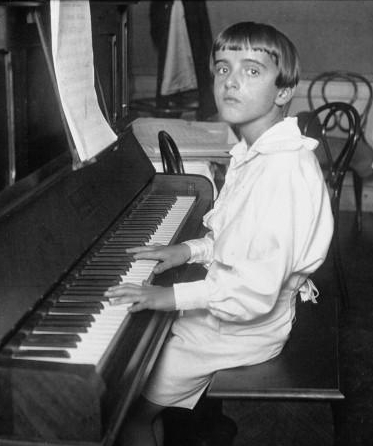
Nino Rota (1911–1979)

- Rota, Pietro († 1657), italienischer Geistlicher
- Rota, Pietro (1805–1890), italienischer römisch-katholischer Geistlicher, Bischof von Guastalla und Mantua
- Rota, Randy (* 1950), kanadischer Eishockeyspieler
- Rota, Rebekah, US-amerikanische Opernintendantin, Regisseurin und Sängerin
- Rota, Sylvain (* 1984), französischer Triathlet

### Rotac
- Rotach, Ingeborg (1930–2022), Schweizer Kinder- und Jugendbuchautorin
- Rotach, Martin (1928–2007), Schweizer Ingenieur und Hochschullehrer, Verkehr- und Raumplaner
- Rotach, Paul (1872–1955), Schweizer Pädagoge, Kantonsrat und Regierungsrat
- Rotach, Walter (1872–1928), Schweizer Pädagoge, Schriftsteller und Mundartdichter

### Rotan
- Rotan, Alexandra (* 1996), norwegische Sängerin
- Rotan, Ruslan (* 1981), ukrainischer Fußballspieler
- Rotane, Celvin, deutscher House-DJ und -Produzent

### Rotar
- Rotar, France (1933–2001), slowenischer Bildhauer
- Rotar, Robert (1926–1999), deutscher Maler, Objektkünstler und Fotograf
- Rotar, Téo (* 2004), französischer Beachvolleyballspieler
- Rotard, Susanne (* 1965), deutsche Fußballspielerin
- Rotard, Wolfgang (* 1949), deutscher Chemiker und Hochschullehrer
- Rotari, Pietro (1707–1762), italienischer Maler
- Rotariu, Dorin (* 1995), rumänischer Fußballspieler
- Rotariu, Iosif (* 1962), rumänischer Fußballspieler
- Rotaru, Doina (* 1951), rumänische Komponistin
- Rotaru, Elysia (* 1984), kanadische Filmschauspielerin
- Rotaru, Florian, rumänischer Kryptograph und Agent
- Rotaru, Ioana (* 1984), rumänische Ruderin
- Rotaru, Ion (1924–2006), rumänischer Literaturkritiker und -historiker
- Rotaru, Nicolae (1935–2009), rumänischer Sportschütze
- Rotaru, Roxana (* 1988), rumänische Langstreckenläuferin
- Rotaru, Sofija (* 1947), russisch-ukrainisch-moldawische Sängerin und SchauspielerinSofija Rotaru (* 1947)

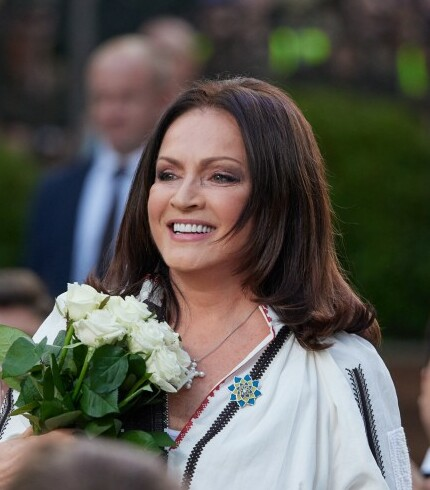
Sofija Rotaru (* 1947)

- Rotaru-Kottmann, Alina (* 1993), rumänische Weitspringerin